# Белогорьевский район
Белогорьевский район — административно-территориальная единица в составе Воронежской области РСФСР, существовавшая в 1935—1957 годах.
Административный центр — село Белогорье.
Район был образован 18 января 1935 года, в него вошла часть сельсоветов Павловского района.
5 октября 1957 года Белогорьевский район был упразднён, его территория вошла в состав Подгоренского района.